# Augicourt
Augicourt é uma comuna francesa na região administrativa de Borgonha-Franco-Condado, no departamento de Alto Sona. Estende-se por uma área de 9,06 km². Em 2010 a comuna tinha 182 habitantes (densidade: 20,1 hab./km²).